# Fallicambarus strawni
Fallicambarus strawni là một loài tôm càng sông trong họ Cambaridae. Chúng thường được tìm thấy ở đông nam Oklahoma và tây Arkansas.